# Bárcena de Cicero
Bárcena de Cicero – gmina w Hiszpanii, w prowincji Kantabria, w Kantabrii, o powierzchni 36,77 km². W 2011 roku gmina liczyła 4118 mieszkańców.